# Православље у Хрватској
Православље у Хрватској је религијско-геополитички појам којим се означава историјско и савремено присуство хришћанског православља на просторима који улазе у оквире државних граница данашње Републике Хрватске. Према попису становништва из 2011. године, на подручју Хрватске живи 190.143 припадника православне вјероисповијести, што чини 4,44% у односу на укупан број становника те државе. Велику већину православаца у Хрватској чине православни Срби, а цјелокупно подручје данашње Хрватске у канонском смислу потпада под надлежност Српске православне цркве.
Историја православног хришћанства на просторима данашње Хрватске дијели се на неколико периода, од којих сваки има своја посебна обележја:
- Период античког и раног средњовјековног православља, до Великог раскола (1054)
- Период средњовјековног српског православља (Хумска епархија у Стону)
- Период нововековног српског православља, од 16. до 19. вијека
- Период савременог православља у Хрватској, током 20. и 21. вијека

## Демографија
Почевши од првих пописа становништва, који су вршени на просторима који данас улазе у оквире државних граница Хрватске, значајан проценат становништва је своју религијску припадност исказивао путем идентификације са православним хришћанством. Према попису становништва из 2011. године, православних хришћана је било 190.143 (4,44%), што представља незнатан бројчани пад у односу на резултате претходног пописа из 2001. године, када је православних било 195.969 (4,42%).
Званични резултати посљедњег пописа, који је спроведен 2021. године, још увијек нису објављени.
- Православци у Бановини Хрватској (1939-1941)
- Православци у Хрватској, по попису из 2001. године

## Историја
Хришћанско правовјерје, односно православље, које се темељи на досљедном исповиједању изворног Никејско-цариградског симбола вјере, представља најстарију хришћанску вјероисповијест на просторима који улазе у састав данашње Хрватске. Иако се појава раног хришћанства у областима дуж источних обала Јадранског мора везује за прве вијекове хришћанске историје, најранија поуздана свједочанства о успостављању постојаног црквеног поретка на тим просторима потичу из нешто познијих времена, а везују се за успостављање митрополитског система у 4. вијеку.
Пошто је античка Салона била главни град провинције Далмације, епископ Салоне је стекао митрополитску власт над свим епископима у тој провинцији, чиме је створена салонитанска црквена област, односно Салонитанска митрополија. Почетком 7. вијека, Далмација је освојена од стране Авара и Словена, а становништво се склонило у утврђена приморска мјеста, која су остала под врховном влашћу Византијског царства. У административном погледу, приморски градови и острва припадали су византијској теми Далмацији, чији је главни град био Задар.
На подручју тадашње византијске Далмације укрштали су се утицаји западног и источног хришћанства. Током 8. и 9. вијека дошло је до постепене обнове црквеног устројства. Тада се усталила и мрежа локалних епископија. У раду Седмог васељенског сабора (787) учествовали су: епископ Јован из Сплита, епископ Лаврентије из Осора и епископ Урсо из Раба.
Највећи утицај на верске прилике у далматинском залеђу имала је стара Римска црква, која је првобитно била правовјерна, али се почевши од 9. века постепено удаљавала од свеопштег (васељенског) православља, а затим је 1014. године и формално одступила од изворног симбола вере, прихвативши уметак Filioque, што је потом довело и до Великог раскола (1054).

## Српска православна црква у Хрватској
Српска православна црква има дубоке корјене на данашњем државном подручју Републике Хрватске. У појединим областима које данас улазе у састав Хрватске, српски народ је био присутан још од раног средњовјековног раздобља. Према свједочењу византијског цара Константина VII Порфирогенита, српска племена су још од 7. вијека настањивала шире приморско подручје, укључујући и области од Конавала до ушћа ријеке Цетине. То су били: Конављани, Захумљани и Неретљани.
Поменуте приморске области су од краја 12. до почетка 14. вијека приадале српској држви Немањића, а црквену надлежност над православним хришћанима у тим областима имала је српска православна Хумска епархија, која је основана 1219. године са сједиштем у манастиру Богородице Стонске. То је била најстарија српска владичанска катедра на подручјима која данас припадају Републици Хрватској.
У другој половини 14. вијека, знатан дио јужног подручја данашње Републике Хрватске у залеђу Далмације потпао је под власт српско-босанског краља Твртка I, а средином 15. вијека читав приморски појас од Боке Которске до Макарске (осим острва и Дубровника) било је у саставу Војводства Светог Саве. Присуство православних Срба је током 15. вијека дошло до изражаја и у сјеверним областима данашње Републике Хрватске, односно у тадашњој „Горњој Славонији”, што је посвједочено и настанком чувеног Вараждинског апостола.
Значајна прекретница у историји српског православља на подручјима данашње Хрватске наступила је усљед турских продора у дугој половини 15. и првој половини 16. вијека. Тада је дошло до масовних миграција, тако да се знатан дио хрватског римокатоличког становништва пред турском најездом повукао на подручја која су остала под млетачком и хабзбуршком влашћу. На запустела погранична подручја у новоствореним турским санџацима (Клишки, Крчко-лички, Пожешки, Пакрачки) насељен за знатан број православних Срба. Током раздобља турске власти (16. и 17. вијек) православно становништво у тим областима потпадало је под надлежност српских православних епархија (Херцеговачка, Дабробосанска, Пожешка), које су се почевши од 1557. године налазиле у саставу обновљене Српске патријаршије.
Током 16. и 17. вијека, постепено се увећавао број православних Срба који су прелазили на сусједна хабзбуршка подручја, односно у војно-крајишке области које су биле под управом двају генералата, Карловачког и Вараждинског. На тим просторима, православни Срби су подигли и обновили своје манастире (Гомирје, Марча, Лепавина), али су се такође суочавали и са отпором државних власти према одржавању традиционалних веза са матичном Српском патријаршијом. Усљед католичког прозелитизма на тим просторима, положај првобитне српске епархије у поменутим областима остао је неуређен.
Од великог значаја за историју православних Срба на тим просторима била су и збивања из времена Бечког рата (1683-1699). Недуго након преласка под окриље хабзбуршке власти, српски патријарх Арсеније III је 1693. године посјетио и Србе у тадашњој "Горњој Славонији" око манастира Лепавине. Током наредних година, на подручјима Карловачког генералата, Баније, Лике и Крбаве боравио је избјегли дабробосански митрополит Атанасије Љубојевић, чијом је заслугом основана посебна српска епархија за поменуте области.
Упоредо са добијањем српских привилегија (1690-1695) и преуређењем црквене управе на Крушедолском сабору (1708), започела је и нова борба за очување православља, које се током читавог 18. вијека налазило под снажним притиском, усљед појачаног католичког прозелитизма. Тај процес је у виду покатоличавања (укључујући и унијаћење) био започет још током 16. и 17. вијека (Марчанска унија), а довео је не само до преверавања, већ и до однарођавања знатног броја православних Срба, као на пример у области Жумберка.
Стварањем самоурпавне српске митрополије у Хабзбуршкој монархији (1708), у њеном саставу су се нашле и епархије које су покривале и подручје данашње Хрватске (тадашња ужа Хрватска, доња Славонија и већи дио Војне крајине). Током прве половине 18. вијека то су биле: митрополитска (сремска) архиепархија и пет епархија, од којих су две опстале трајно (Пакрачка и Горњокарловачка), док су три временом интегрисане са другим епархијама: Костајничка (Банија, Лика и Крбава), Лепавинска (Горња Славонија) и Мохачка (Барања).
Током времена, српске привилегије су постепено сужаване од стране хабзбуршког двора, путем рестриктивних тумачења и издавања посебних аката, као што су: Први регуламент (1770), Други регуламент (1777) и Деклараторија (1779). Иако основна вјерска права нису укидана, начин њиховог остваривања је издавањем поменутих аката био све више условљаван и ограничаван, а таква политика је у разним видовима настављена све до краја постојања Аустроугарске монархије (1918).
У исто вријеме, на подручју сусједне Млетачке Далмације, владале су другачије прилике, пошто је положај православних далматинских Срба био неповољнији усљед појачаног католичког прозелитизма на тим просторима. Током каснијег периода хабрбуршке власти у Далмацији, најзад је консолидовала и српска православна Епархија далматинска, која је првобитно била у духовној заједници са Карловачком митрополијом, али је касније (1870), вољом државних власти, заједно са новоствореном Которско-дубровачком епархијом била стављена под јурисдикцију Буковинско-далматинске митрополије.
Током Првог свјетског рата (1914-1918), аустроугарске власти су спроводиле репресију над православним свештенством и народом на цјелокупном државном подручју, укључујући и области Хрватске, Славоније и Далмације.
Непосредно по окончању Првог свјетског рата и проглашењу државног уједињења, јерархија српске православне Карловачке митрополије је крајем 1918. године донела одлуку да се све епархије у дотадашњој Аустроугарској монархији прикључе покрету за обнову српског црквеног јединства. Процес црквеног уједињења окончан је 1920. године обнављањем јединствене Српске патријаршије, чиме су и све епархије са подручја данашње Хрватске ушле у састав уједињене СПЦ. По новој подјели која је спроведена током 1931. године, створена је и нова Митрополија загребачка.
Током Другог свјетског рата, за вријеме постојања Независне Државе Хрватске (1941-1945), усташки је спроводио клерофашистичку и генонидну политику, која се огледала у затирању српског народа и српског правсолавља на просторима НДХ. Тада је разрушено, спаљено, оштећено или оскрнављено више од 450 православних цркава, а неповратно су уништена бројна историјска и културна добра. Од усташког терора је пострадао велики број свештеника, укључујући и двојицу архијереја. У склопу усташког терора, вршени су масовни покољи, а неки од тих злочина почињени су у самим храмовима. Један од таких злочина био је и покољ у глинској цркви (1941). У спровођењу усташке политике према православним Србима, активно је саучествовао и дио католичког свештенства у НДХ, путем принудног покатоличавања и унијаћења православног становништва.
За вријеме комунистичке власти у југословенској федералној јединици Хрватској (1945-1990), српско православно свештенство је било под строгим надзором државних власти.
Усљед заоштравања политичке кризе у бившој СФРЈ (1990) и избијања рата у Хрватској (1991-1995), наступиле су веома тешке прилике за српски православни народ и свештенство на тим просторима. На свим подручјима која су била захваћена ратним дејствима пострадао је знатан број православних храмова и других црквених добара, укључујући епархијске и парохијске домове, црквене библиотеке и архиве. Систематска разарања су започета већ током 1991. године, у склопу операције Откос, а кулминирала су 1995. године, за вријеме спровођења операције Бљесак и Олуја.
Због таквих ванредних прилика, Свети архијерејски сабор СПЦ је већ у прољеће 1992. године донио одлуку да се формира посебно радно и свајетодавно тијело, под називом Епископски савјет Српске православне цркве у Хрватској. Након демократских промјена у Хрватској (2000), СПЦ је 2002. године са новим државним властима потписала посебан уговор о регулисању разних питања од заједничког интереса.

## Неканонско православље
Усташки поглавник Анте Павелић је 1942. основао неканонску Хрватску православну цркву, која је пропала 1945. године заједно са усташким режимом. Након 1990. године, дошло је до оживљавања сличних замисли, што је резултирало настанком разних сличних неканонских вјерских заједница.